# Glansfotblomfluga
Glansfotblomfluga (Platycheirus splendidus) är en tvåvingeart som beskrevs av Rotheray 1998. Glansfotblomfluga ingår i släktet fotblomflugor, och familjen blomflugor. Arten är reproducerande i Sverige. Inga underarter finns listade i Catalogue of Life.